# Trebuchet (police de caractères)
 (septembre 2020).
Si vous disposez d'ouvrages ou d'articles de référence ou si vous connaissez des sites web de qualité traitant du thème abordé ici, merci de compléter l'article en donnant les références utiles à sa vérifiabilité et en les liant à la section « Notes et références ».
Pour les articles homonymes, voir Trébuchet (homonymie).
Trebuchet est une police de caractères linéale humaniste, créée par Vincent Connare pour Microsoft en 1996. Son nom provient de l’appareil de siège médiéval.
Elle est distribuée avec Microsoft Windows, Microsoft Office et Internet Explorer et a été téléchargeable avec les Core fonts for the Web. Elle couvre les caractères de la Windows Glyph List 4.